# Cerovo (powiat Krupina)
Cerovo – wieś (obec) na Słowacji położona w kraju bańskobystrzyckim, w powiecie Krupina. Pierwsze wzmianki o miejscowości pochodzą z roku 1275.
Według danych z dnia 31 grudnia 2012, wieś zamieszkiwały 603 osoby, w tym 316 kobiet i 287 mężczyzn.
W 2001 roku rozkład populacji względem narodowości i przynależności etnicznej wyglądał następująco:
- Słowacy – 96,34%
- Czesi – 0,83%
- Romowie – 0,5%
- Węgrzy – 0,5%

Ze względu na wyznawaną religię struktura mieszkańców kształtowała się w 2001 roku następująco:
- Katolicy rzymscy – 57,4%
- Grekokatolicy – 0,33%
- Ewangelicy – 35,44%
- Prawosławni – 0,17%
- Ateiści – 3,49%
- Nie podano – 2,16%